# Famlje
Famlje – wieś w Słowenii, w gminie Divača. W 2018 roku liczyła 141 mieszkańców.